# Dariusz Buras

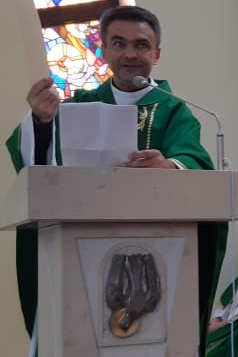
Dariusz Buras

Dariusz Buras (* 16. November 1971 in Skrzyszów, Polen) ist ein polnischer römisch-katholischer Geistlicher und emeritierter Apostolischer Administrator von Atyrau.

## Leben
Dariusz Buras studierte nach dem Abitur zunächst von 1991 bis 1992 Politikwissenschaft an der Universität Breslau, bevor er in das Priesterseminar eintrat. Am 30. Mai 1998 empfing er die Priesterweihe für das Bistum Tarnów.
Nach zwei Jahren als Kaplan in der Heimatdiözese war er als Fidei-Donum-Priester von 2000 bis 2002 in Ternopil in der Ukraine und von 2002 bis 2006 in Atyrau in Kasachstan tätig. Im Studienjahr 2006/2007 war er Spiritual am interdiözesanen Priesterseminar in Karaganda.
2007 kehrte er nach Polen zurück und wurde geistlicher Leiter des Warschauer Zentrums für die Missionsausbildung. Gleichzeitig studierte er an der Kardinal-Stefan-Wyszyński-Universität Warschau, wo er 2010 das Lizenziat in Spiritueller Theologie erwarb. Seit 2010 war er als Seelsorger in Norwegen tätig, zuletzt als Vikar an der Kathedrale St. Olav in Oslo. Zudem war er für die Weiterbildung der in Norwegen tätigen Priester des Bistums Tarnów verantwortlich.
Papst Franziskus ernannte ihn am 16. Mai 2015 zum Apostolischen Administrator von Atyrau, ohne ihn in den Rang eines Bischofs zu erheben.
Am 8. Dezember 2020 nahm Papst Franziskus seinen Rücktritt vom Amt des Apostolischen Administrators an.